# 호르미시스 효과
호르미시스 효과(Hormesis)란 유해한 물질이라도 소량이면 인체에 좋은 효과를 줄 수 있다는 것이다. ‘호르몬과 같은 활동을 한다’는 이유로 이런 이름이 붙었다.

호르미시스 효과를 설명하는 그래프. 가로축- 용량, 세로축 위방향- 자극, 세로축 아래방향- 억제

저선량의 방사선에 이 효과가 있다고 최초로 밝힌 것은 미주리 대학교 토머스 럭키 박사다. 그는 1970년 아폴로 계획으로 실시된 ‘우주비행사의 장기우주방사선 피폭의 영향’을 연구해 ‘저선량의 방사선은 면역향상을 가져와 노화를 억제하고 젊은 신체로 보존하는 효과가 있다’고 밝힌 바 있다.
일본 전력 중앙연구소가 오끼야마 대학과 공동으로 15년 전부터 개시한 연구에 따르면 ‘저레벨의 방사선 조사에 의하여 세포막을 공격하는 활성산소를 제거하는 효과가 있다’는 것과 ‘면역력 향상에 연계되는 임파구의 활성화 효과’가 동물실험에서 밝혀졌다.

## 같이 보기
- 칼로리 제한
- 반취약성